# Nitro+Chiral
Nitro+Chiral (ニトロプラスキラル Nitoropurasu Kiraru?), estilizado como Nitro+CHiRAL, es una rama de la compañía japonesa de software Nitroplus, dedicada a la creación de novelas visuales de temática yaoi-eroge. 

## Historia
Nitro+Chiral fue fundada en 2004; su primer trabajo Togainu no Chi, fue lanzado el 25 de febrero de 2005. Su segunda novela visual, Lamento: Beyond the Void, fue lanzada el 27 de octubre de 2006. El siguiente trabajo del grupo, Chiral Mori, fue lanzado en 2008 y se compone de tres minijuegos en los que aparecen los personajes de los dos juegos anteriores. Mientras que Togainu no Chi y Lamento fueron juegos calificados únicamente para adultos, Chiral Mori recibió una calificación para todas las edades. Ese mismo año, Nitro+Chiral lanzó su cuarto trabajo, Sweet Pool, también clasificado como solo para adultos. También, en 2008, fue lanzado un remake de Togainu no Chi para PlayStation 2 y con una clasificación de edad 15+, titulado Togainu no Chi TRUE BLOOD.
En 2010, Togainu no Chi recibió una adaptación a formato PlayStation Portable y fue lanzada bajo el nombre de Togainu no Chi True Blood Portable. En 2012, Nitro+Chiral lanzó su quinto y uno de sus más destacados y populares trabajos, DRAMAtical Murder. Una segunda parte del juego titulada DRAMAtical Murder re:connect, la cual incluye material extra y canciones nuevas, fue lanzada en 2013. Una versión para PlayStation Vita y calificada para una audiencia de 15+, fue lanzada bajo el nombre de Dramatical Murder re:code en 2014.
Uno de los directores de Nitro+Chiral es Gen Urobuchi, escritor y novelista conocido por su estilo oscuro, temas nihilistas y giros trágicos, temáticas que están presentes en casi todos los trabajos del grupo. La escritora y directora general de los juegos es Kabura Fuchii y trabajaban con la artista Kana Tatana, quien renunció en 2006 y fue reemplazada por el artista Seiji Onitsuka.

### Chiral Mobile
Chiral Mobile fue una aplicación para teléfonos móviles disponible únicamente en Japón, creada por Nitro+Chiral en 2010. Dos novelas visuales, False Alkanet y World's End Nightmare, fueron lanzadas en colaboración con la compañía Digiturbo en junio y diciembre del mismo año, ambas de las cuales contaron con guion de Toriko Nanashino e ilustraciones de Mimori Sinov. La aplicación cesó sus servicios en 2012 y fue dada de baja.

## Lista de trabajos
- Togainu no Chi (25 de febrero de 2005)
- Lamento: Beyond the Void (27 de octubre de 2006)
- Chiral Mori (25 de enero de 2008), un minijuego con personajes de Togainu no Chi y Lamento.
- Togainu no Chi: TRUE BLOOD (29 de mayo de 2008, remake)
- Sweet Pool (19 de diciembre de 2008)
- False Alkanet (16 de diciembre de 2010), lanzada para Chiral Mobile
- World's End Nightmare (16 de diciembre de 2010), lanzada para Chiral Mobile
- DRAMAtical Murder (23 de marzo de 2012)
- DRAMAtical Murder re:connect (26 de abril de 2013)
- DRAMAtical Murder re:code (30 de octubre de 2014)
- Slow Damage (25 de febrero de 2021)

## Equipo
- Productor: Dejitarou
- Directores: Fuchii Kabura, Gen Urobuchi
- Ilustrador: Seiji Onitsuka, ahora Honyarara
- Escritora de escenarios: Fuchii Kabura
- Gráficos: Namaniku ATK
- Guion: Fuchii Kabura, Reito Chiyoko
- Ilustrador de personajes SD: Yuupon
- Relaciones públicas: Chiral-kun

## Música
- Kanako Itō
- ZIZZ STUDIO
- Kazuhiro Watanabe
- Pale Green
- GOATBED
- VERTUEUX
- Seiji Kimura